# Okręg wyborczy Lilley
Okręg wyborczy Lilley (ang. Division of Lilley) – jednomandatowy okręg wyborczy do Izby Reprezentantów Australii, położony w stanie Queensland.
Pierwsze wybory odbyły się w nim w 1913 roku, a jego patronem jest Charles Lilley.
Od 2018 roku członkiem izby z tego okręgu jest Anika Wells z Australijskiej Partii Pracy (ALP). Wcześniej okręg reprezentował Wayne Swan, również z ALP.

## Lista posłów
Lista posłów z okręgu Lilley:
| okres urzędowania | poseł           | przynależność                     |
| ----------------- | --------------- | --------------------------------- |
| 1913–1917         | Jacob Stumm     | Związkowa Partia Liberalna        |
| 1917–1931         | George Mackay   | Nacjonalistyczna Partia Australii |
| 1931–1934         | George Mackay   | Partia Zjednoczonej Australii     |
| 1934–1937         | Donald Cameron  | Partia Zjednoczonej Australii     |
| 1937–1943         | William Jolly   | Partia Zjednoczonej Australii     |
| 1943–1949         | James Hadley    | Australijska Partia Pracy         |
| 1949–1961         | Bruce Wight     | Liberalna Partia Australii        |
| 1961–1963         | Don Cameron     | Australijska Partia Pracy         |
| 1963–1972         | Kevin Cairns    | Liberalna Partia Australii        |
| 1972–1974         | Frank Doyle     | Australijska Partia Pracy         |
| 1974–1980         | Kevin Cairns    | Liberalna Partia Australii        |
| 1980–1993         | Elaine Darling  | Australijska Partia Pracy         |
| 1993–1996         | Wayne Swan      | Australijska Partia Pracy         |
| 1996–1998         | Elizabeth Grace | Liberalna Partia Australii        |
| 1998–2018         | Wayne Swan      | Australijska Partia Pracy         |
| od 2018           | Anika Wells     | Australijska Partia Pracy         |